# سان برناردينو (كاليفورنيا)
سان بيرناردينو هي مقر المقاطعة في مقاطعة سان بيرناردينو ويقدر عدد سكانها في عام 2006 بـ 201,823 نسمة .

## التركيبة السكانية
حدّد مكتب تعداد الولايات المتحدة بيانات التركيبة السكانية لسان بيرناردينو في تعداد الولايات المتحدة. في ما يلي، التركيبة السكانية حسب تعدادي 2000 و2010.

### تعداد عام 2000
بلغ عدد سكان سان بيرناردينو 185,401 نسمة بحسب تعداد عام 2000، وبلغ عدد الأسر 56,330 أسرة وعدد العائلات 41,099 عائلة مقيمة في المدينة. في حين سجلت الكثافة السكانية 1,146.2 نسمة لكل كيلومتر مربع (2,968.6/ميل2). وبلغ عدد الوحدات السكنية 63,535 وحدة بمتوسط كثافة قدره 392.8 لكل كيلومتر مربع (1,017.3/ميل2).
وتوزع التركيب العرقي للمدينة بنسبة 45.23% من البيض و16.41% من الأمريكيين الأفارقة و1.40% من الأمريكيين الأصليين و4.19% من الأمريكيين ذوي الأصول الآسيوية و0.37% من سكان جزر المحيط الهادئ و27.12% من الأعراق الأخرى و5.28% من عرقين مختلطين أو أكثر و47.48% من الهسبانيون أو اللاتينيون من أي عرق.
بلغ عدد الأسر 56,330 أسرة كانت نسبة 50.1% منها لديها أطفال تحت سن الثامنة عشر تعيش معهم، وبلغت نسبة الأزواج القاطنين مع بعضهم البعض 44.9% من أصل المجموع الكلي للأسر، ونسبة 21.1% من الأسر كان لديها معيلات من الإناث دون وجود شريك، بينما كانت نسبة 6.9% من الأسر لديها معيلون من الذكور دون وجود شريكة وكانت نسبة 27% من غير العائلات. تألفت نسبة 21.1% من أصل جميع الأسر من عدة أفراد يعيشون في نفس المنزل ونسبة 7.5% كانت تتألف من شخص يعيش بمفرده يبلغ من العمر 65 عاماً أو أكثر. وبلغ متوسط حجم الأسرة المعيشية 3.19، أما متوسط حجم العائلات فبلغ 3.72.
بلغ العمر الوسطي للسكان 27.6 عاماً. وكانت نسبة 34.7% من القاطنين تحت سن الثامنة عشر، وكانت نسبة 10.6% بين الثامنة عشر والرابعة والعشرين عاماً، ونسبة 28.4% كانت واقعةً في الفئة العمرية ما بين الخامسة والعشرين والرابعة والأربعين عاماً، ونسبة 15.4% كانت ما بين الخامسة والأربعين والرابعة والستين، ونسبة 7.8% كانت ضمن فئة الخامسة والستين عاماً فما فوق. يوجد لكل 100 أنثى 94.5 ذكر، ويوجد لكل 100 أنثى في الثامنة عشر من عمرها فما فوق 89.5 ذكر.
بلغ متوسط دخل الأسرة في المدينة 26,120 دولارًا، أما متوسط دخل العائلة فبلغ 27,801 دولارًا. وكان متوسط دخل الذكور 26,757 دولارًا مقابل 22,346 دولارًا للإناث. وسجل دخل الفرد الخاص بالمدينة 10,734 دولارًا. وكانت نسبة 29% من العائلات ونسبة 32.7% من السكان تحت خط الفقر، وكان من هؤلاء نسبة 42.3% تحت سن الثامنة عشر ونسبة 13.2% في الخامسة والستين من العمر وما فوق.

### تعداد عام 2010
بلغ عدد سكان سان بيرناردينو 209,924 نسمة بحسب تعداد عام 2010، وبلغ عدد الأسر 59,283 أسرة وعدد العائلات 44,520 عائلة مقيمة في المدينة. في حين سجلت الكثافة السكانية 1,297.8 نسمة لكل كيلومتر مربع (3,361.3/ميل2). وبلغ عدد الوحدات السكنية 65,401 وحدة بمتوسط كثافة قدره 404.3 لكل كيلومتر مربع (1,047.1/ميل2).
وتوزع التركيب العرقي للمدينة بنسبة 45.60% من البيض و15.04% من الأمريكيين الأفارقة و1.34% من الأمريكيين الأصليين و4.03% من الأمريكيين ذوي الأصول الآسيوية و0.40% من سكان جزر المحيط الهادئ و28.50% من الأعراق الأخرى و5.08% من عرقين مختلطين أو أكثر و60.02% من الهسبانيون أو اللاتينيون من أي عرق.
بلغ عدد الأسر 59,283 أسرة كانت نسبة 50.1% منها لديها أطفال تحت سن الثامنة عشر تعيش معهم، وبلغت نسبة الأزواج القاطنين مع بعضهم البعض 43.4% من أصل المجموع الكلي للأسر، ونسبة 22.8% من الأسر كان لديها معيلات من الإناث دون وجود شريك، بينما كانت نسبة 8.9% من الأسر لديها معيلون من الذكور دون وجود شريكة وكانت نسبة 24.9% من غير العائلات. تألفت نسبة 18.9% من أصل جميع الأسر من عدة أفراد يعيشون في نفس المنزل ونسبة 6.9% كانت تتألف من شخص يعيش بمفرده يبلغ من العمر 65 عاماً أو أكثر. وبلغ متوسط حجم الأسرة المعيشية 3.42، أما متوسط حجم العائلات فبلغ 3.89.
بلغ العمر الوسطي للسكان 28.5 عاماً. وكانت نسبة 32% من القاطنين تحت سن الثامنة عشر، وكانت نسبة 12.7% بين الثامنة عشر والرابعة والعشرين عاماً، ونسبة 26.8% كانت واقعةً في الفئة العمرية ما بين الخامسة والعشرين والرابعة والأربعين عاماً، ونسبة 20.6% كانت ما بين الخامسة والأربعين والرابعة والستين، ونسبة 7.9% كانت ضمن فئة الخامسة والستين عاماً فما فوق. وتوزع التركيب الجنسي للسكان بنسبة 49.3% ذكور و50.7% إناث.

## المناخ
يظهر الجدول التالي التغييرات المناخية على مدار السنة لسان بيرناردينو:
| البيانات المناخية لـسان بيرناردينو  | البيانات المناخية لـسان بيرناردينو | البيانات المناخية لـسان بيرناردينو | البيانات المناخية لـسان بيرناردينو | البيانات المناخية لـسان بيرناردينو | البيانات المناخية لـسان بيرناردينو | البيانات المناخية لـسان بيرناردينو | البيانات المناخية لـسان بيرناردينو | البيانات المناخية لـسان بيرناردينو | البيانات المناخية لـسان بيرناردينو | البيانات المناخية لـسان بيرناردينو | البيانات المناخية لـسان بيرناردينو | البيانات المناخية لـسان بيرناردينو | البيانات المناخية لـسان بيرناردينو |
| الشهر                               | يناير                              | فبراير                             | مارس                               | أبريل                              | مايو                               | يونيو                              | يوليو                              | أغسطس                              | سبتمبر                             | أكتوبر                             | نوفمبر                             | ديسمبر                             | المعدل السنوي                      |
| ----------------------------------- | ---------------------------------- | ---------------------------------- | ---------------------------------- | ---------------------------------- | ---------------------------------- | ---------------------------------- | ---------------------------------- | ---------------------------------- | ---------------------------------- | ---------------------------------- | ---------------------------------- | ---------------------------------- | ---------------------------------- |
| متوسط درجة الحرارة الكبرى °ف (°م)   | 68.4 (20.2)                        | 69.2 (20.7)                        | 72.7 (22.6)                        | 77.8 (25.4)                        | 83.4 (28.6)                        | 90.1 (32.3)                        | 96.2 (35.7)                        | 97.3 (36.3)                        | 92.8 (33.8)                        | 84.0 (28.9)                        | 74.3 (23.5)                        | 67.1 (19.5)                        | 81.1 (27.3)                        |
| المتوسط اليومي °ف (°م)              | 55.3 (12.9)                        | 56.4 (13.6)                        | 59.2 (15.1)                        | 63.5 (17.5)                        | 68.9 (20.5)                        | 74.3 (23.5)                        | 79.9 (26.6)                        | 80.7 (27.1)                        | 76.8 (24.9)                        | 69.1 (20.6)                        | 59.9 (15.5)                        | 54.1 (12.3)                        | 66.5 (19.2)                        |
| متوسط درجة الحرارة الصغرى °ف (°م)   | 42.1 (5.6)                         | 43.6 (6.4)                         | 45.7 (7.6)                         | 49.2 (9.6)                         | 54.3 (12.4)                        | 58.5 (14.7)                        | 63.6 (17.6)                        | 64.2 (17.9)                        | 60.8 (16.0)                        | 54.1 (12.3)                        | 45.5 (7.5)                         | 41.1 (5.1)                         | 51.9 (11.1)                        |
| الهطول إنش (مم)                     | 3.15 (80)                          | 4.06 (103)                         | 2.53 (64)                          | 1.02 (26)                          | .25 (6.4)                          | .07 (1.8)                          | .03 (0.76)                         | .13 (3.3)                          | .25 (6.4)                          | .82 (21)                           | 1.29 (33)                          | 2.41 (61)                          | 16.01 (406.66)                     |
| متوسط أيام هطول الأمطار (≥ 0.01 in) | 6.0                                | 7.2                                | 6.8                                | 3.2                                | 1.7                                | .6                                 | .5                                 | .5                                 | 1.4                                | 2.4                                | 3.2                                | 4.8                                | 38.3                               |
| المصدر: NOAA                        |                                    |                                    |                                    |                                    |                                    |                                    |                                    |                                    |                                    |                                    |                                    |                                    |                                    |

## توأمة
لسان بيرناردينو (كاليفورنيا) اتفاقيات توأمة مع كل من:
- هرتسليا
- فيلاهيرموسا
- غويانغ
- ايفي
- روكساس
- تاتشيكاوا
- تاورانجا
- يوشو [الإنجليزية]‏
- زافولجيي

## أعلام
- ليزا ماري فارون
- هيلين كوستيلو
- جيمس غروغان
- بليندا لي
- إميل هاسلر
- لاكيث ستانفيلد
- إديث هيد
- جيروم بيكسباي
- جيف ريتشاردز
- جين هاكمان
- هوارد جورجي